# Break the Silence (Sophie and the Giants)
Break the Silence è un singolo della cantante britannica Sophie and the Giants, pubblicato il 16 agosto 2019.

## Video musicale
Il video musicale, diretto dalla cantante Sophie Scott, è stato pubblicato il 23 dicembre 2019.

## Tracce
1. Break the Silence – 3:22